# Немаліт
Немаліт (рос. немалит; англ. nemalite; нім. Nemalith m) — мінерал, тонковолокнистий (з паралельним розміщенням волокон) різновид бруситу.

## Загальний опис
Сингонія ромбічна. Густина 2,36.
Твердість 2.
Колір білий, кремовий, смарагдово-зелений, зеленувато-блакитний.
Заповнює тріщини в серпентинітах.
Від грецьк. «нема» — нитка і «літос» — камінь (Th. Nuttal, 1821).
Синоніми: нематоліт.